# كونراد تن برينك
كونراد تن برينك (بالإنجليزية: Conrad ten Brink)‏ هو لاعب كرة قدم أسترالية أسترالي، ولد في 31 يناير 1875 في Smythesdale ‏ في أستراليا، وتوفي في 3 مارس 1938 في Benalla ‏ في أستراليا.

## وصلات خارجية
- كونراد تن برينك على موقع AustralianFootball.com (الإنجليزية)
- كونراد تن برينك على موقع AFLtables.com (الإنجليزية)